# Bodokro
Bodokro è una città, sottoprefettura e comune della Costa d'Avorio, situata nel dipartimento di Béoumi. Conta una popolazione di 28 502 abitanti (censimento 2014).